# Copris ruandanus
Copris ruandanus är en skalbaggsart som beskrevs av Vladimir Balthasar 1961. Copris ruandanus ingår i släktet Copris och familjen bladhorningar. Inga underarter finns listade i Catalogue of Life.